# Brunow
Về địa danh ở Ba Lan, xem Brunów.
Brunow là một đô thị ở huyện of Ludwigslust, bang Mecklenburg-Vorpommern, Đức. Đô thị này có diện tích 21,09 km², dân số thời điểm 31 tháng 12 là 383 người.